# Hannes Schernthaner
Hannes Schernthaner (* 11. März 1986 in Zell am See) ist ein österreichischer Politiker der Österreichischen Volkspartei (ÖVP). Seit 2014 ist er Bürgermeister in Fusch an der Großglocknerstraße und seit Juni 2018 Abgeordneter zum Salzburger Landtag.

## Leben

### Ausbildung und Beruf
Hannes Schernthaner besuchte nach der Volksschule in Fusch an der Großglocknerstraße die Hauptschule in Bruck an der Großglocknerstraße und die Polytechnische Schule Zell am See. Anschließend absolvierte er eine Lehre als Verwaltungsassistent beim Land Salzburg. Parallel zu einer Tätigkeit als Sachbearbeiter in der Gruppe Finanzen bei der Bezirkshauptmannschaft für den Bezirk Zell am See legte er die Beamtenaufstiegsprüfung am Bundesgymnasium für Berufstätige in Salzburg ab. Ab 2008 war er Strafreferent in der Gruppe Verkehr und Strafen und ab 2010 Katastrophenschutzreferent und Sachbearbeiter für Veranstaltungsrecht in der Gruppe Öffentliche Sicherheit bei der Bezirkshauptmannschaft Zell am See.
2010 legte er die Studienberechtigungsprüfung für das Fach Rechtswissenschaften an der Universität Salzburg ab. 2013 besuchte er den Universitätslehrgang Public Management an der Salzburger Management and Business School (SMBS) der Universität Salzburg. Seit 2014 ist er Mitglied des Aufsichtsrates der Großglockner Hochalpenstraßen AG und der Zentralen Müllklärschlammverwertungsanlagen Gesellschaft m.b.H. (ZEMKA). Seit 2015 arbeitet er als Sachbearbeiter für Veranstaltungsrecht, Katastrophenschutz, Wahlangelegenheiten, Sammlungsrecht, Zivildienstangelegenheiten in der Stabsstelle der Bezirkshauptmannschaft Zell am See. 2024 folgte er Joachim Maislinger als Aufsichtsrat der Salzburg Wohnbau nach.

### Politik
Schernthaner war von 2004 bis 2009 Jugendbeauftragter der Gemeinde Fusch an der Großglocknerstraße, wo er von 2009 bis 2014 als ÖVP-Geschäftsführer der Ortspartei fungierte. Seit 2012 ist er stellvertretender Bezirksparteiobmann der ÖVP im Pinzgau, seit 2013 ist er außerdem Bezirksobmann des Österreichischen Arbeitnehmerinnen- und Arbeitnehmerbundes (ÖAAB) im Pinzgau.
Von 2009 bis 2014 war er Mitglied Gemeindevertretung der Gemeinde Fusch an der Großglocknerstraße, bei den Gemeindevertretungs- und Bürgermeisterwahlen in Salzburg 2014 wurde er dort mit 83,8 Prozent der Stimmen zum Bürgermeister gewählt. In dieser Funktion folgte er Leonhard Madreiter nach, der ab 1991 Bürgermeister war.
Nach der Landtagswahl in Salzburg 2018 wurde er am 13. Juni 2018 in der konstituierenden Landtagssitzung der 16. Gesetzgebungsperiode als Abgeordneter zum Salzburger Landtag angelobt. Schernthaner übernahm das frei werdende Landtagsmandat von Gertraud Salzmann, die das Nationalratsmandat von Stefan Schnöll übernahm, der wiederum Landesrat in der Salzburger Landesregierung Haslauer jun. II wurde.
Bei der Gemeindevertretungs- und Bürgermeisterwahlen in Salzburg 2019 wurde er mit 94,4 Prozent (plus 10,6 Prozent) erneut zum Bürgermeister gewählt. Bei der Kommunalwahl 2024 erhielt er 89,7 Prozent der Stimmen.